# Número feliz

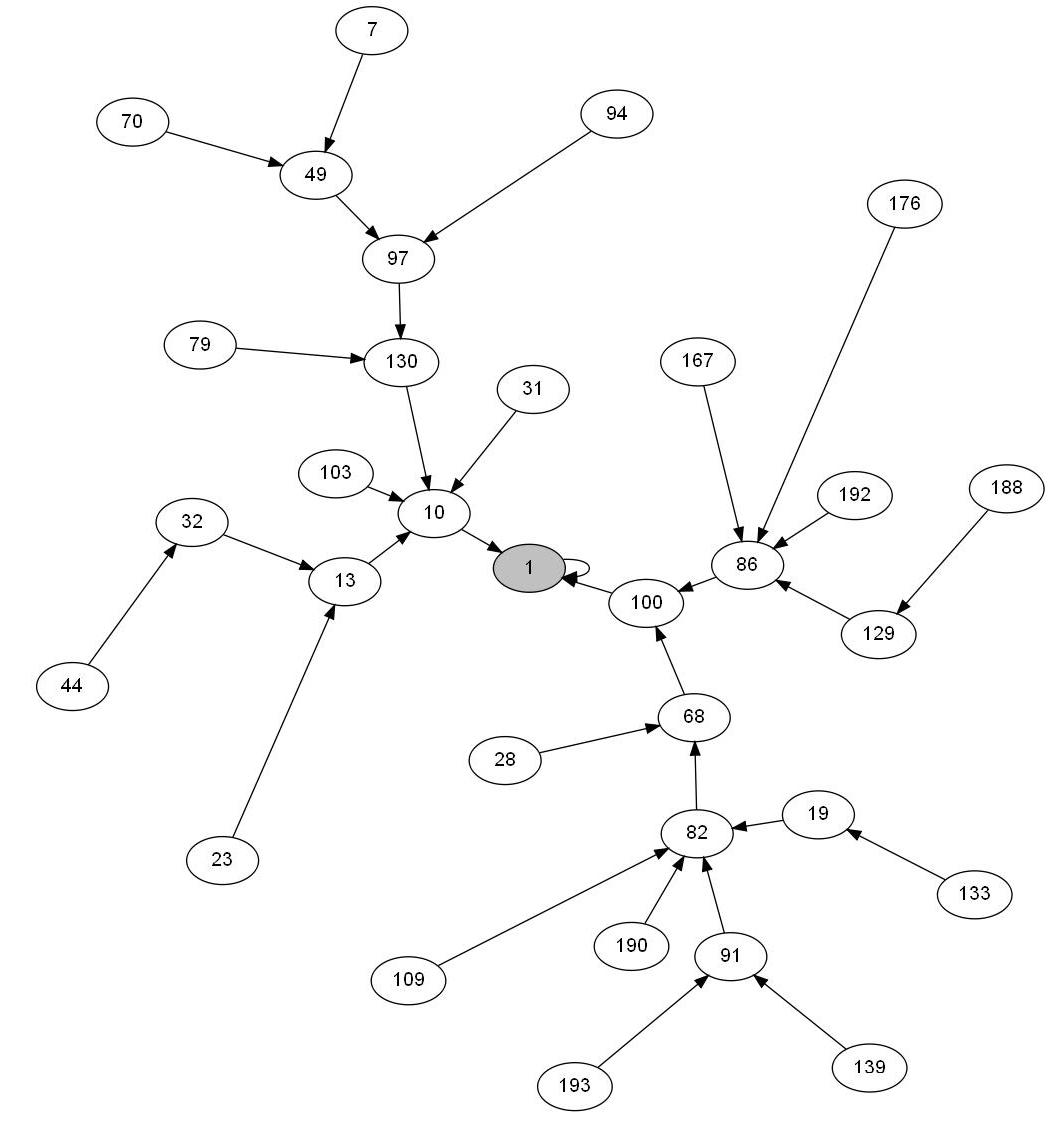
En el gráfico se representan los números felices menores a 200. Los nodos del gráfico representan los números, y los bordes representan el resultado de la transformación (suma de los cuadrados de los dígitos)

Los números felices se definen por el siguiente procedimiento: empezando con cualquier número entero positivo, se reemplaza el número por la suma de los cuadrados de sus dígitos, y se repite el proceso hasta que el número es igual a 1 o hasta que se entra en un bucle que no incluye el 1. Los números que al finalizar el proceso terminan con 1 son conocidos como números felices. Aquellos que no, son conocidos como números infelices (o tristes). Un número primo que además es un número feliz se llama primo feliz.

## Definición
Más formalmente, dado un número {\displaystyle n} de tal modo que {\displaystyle n_{i}=n^{2}}, se define una secuencia {\displaystyle n_{1}}, {\displaystyle n_{2}},... donde {\displaystyle n_{i+1}} es la suma de los cuadrados de los dígitos de {\displaystyle n_{i}}. Entonces {\displaystyle n} es feliz si y sólo si existe i de tal modo que {\displaystyle n_{i+1}=1}.
7 es un número feliz, ya que:
72 = 49
42 + 92 = 97
92 + 72 = 130
12 + 32 + 02 = 10
12 + 02 = 1.
Si {\displaystyle n} no es feliz la suma de los cuadrados entrará en un bucle (de periodo 8):
4, 16, 37, 58, 89, 145, 42, 20, 4,...

## Fórmula
Existe una fórmula recursiva que permite comprobar si un número es feliz después de una serie de iteraciones.
Sea {\displaystyle b_{1}} el número a comprobar. Si  {\displaystyle b_{f}=1} después de algunas iteraciones se considera entonces que {\displaystyle b_{1}} es feliz.
{\displaystyle b_{f}=\sum _{n=0}^{\lfloor ({\frac {\log(b(-1+f))}{\log(10)}})\rfloor }{(-10\,\lfloor ({10}^{-1-n}\,b(-1+f))\rfloor +\lfloor {\frac {b(-1+f)}{{10}^{n}}}\rfloor )}^{2}}.

## Infinitud de números felices
Es fácil comprobar que hay infinitos números felices, ya que los cuadrados de los dígitos de cualquier número de la forma {\displaystyle 10^{n}} (con {\displaystyle n} un número natural) siempre suman 1.
De la misma manera, hay infinitos números infelices, pues los cuadrados de los dígitos de los números de la forma {\displaystyle 2*10^{n}} (con {\displaystyle n} natural) suman 4, que es un número infeliz.

## Listas de números felices
Existen dos números felices de una cifra: 1 y 7. (7 es además un primo feliz)
Existen 17 números felices de dos cifras: 10, 13, 19, 23, 28, 31, 32, 44, 49, 68, 70, 79, 82, 86, 91, 94 y 97. (13, 19, 23, 31, 79 y 97 son primos felices).
Existen 123 números felices de tres cifras: 100, 103, 109, 129, 130, 133, 139, 167, 176, 188, 190, 192, 193, 203, 208, 219, 226, 230, 236, 239, 262, 263, 280, 291, 293, 301, 302, 310, 313, 319, 320, 326, 329, 331, 338, 356, 362, 365, 367, 368, 376, 379, 383, 386, 391, 392, 397, 404, 409, 440, 446, 464, 469, 478, 487, 490, 496, 536, 556, 563, 565, 566, 608, 617, 622, 623, 632, 635, 637, 638, 644, 649, 653, 655, 656, 665, 671, 673, 680, 683, 694, 700, 709, 716, 736, 739, 748, 761, 763, 784, 790, 793, 802, 806, 818, 820, 833, 836, 847, 860, 863, 874, 881, 888, 899, 901, 904, 907, 910, 912, 913, 921, 923, 931, 932, 937, 940, 946, 964, 970, 973, 989, 998.

## Primos felices
Aunque existen infinitos primos, e infinitos números felices, no se sabe si existen infinitos primos felices.
Los primeros primos felices son 7, 13, 19, 23, 31, 79, 97, 103, 109, 139, 167, 193, 239... (Secuencia A035497 de la OEIS)
El segundo y el tercer número primo repituno (1111111111111111111 y 11111111111111111111111) son además primos felices.

## Números felices perfectos
De los 51 números perfectos que se conocen, solo tres son además felices: 28, 496 y 8128.
Al igual que con los números primos felices, no se sabe si existen infinitos perfectos felices.

## Felicidad en otras bases
En el sistema binario (base 2), todos los números son felices. La operación de sumar cuadrados se simplifica, ya que solo hace falta contar cuántos 1 tiene el desarrollo binario del número, un valor conocido como peso de Hamming. El peso de Hamming de un número siempre es menor que el propio número (si exceptuamos el 1 y el 0). Por lo tanto, se alcanza siempre el 1 como peso de Hamming.